# Халкеро
Халкеро (грч. Χαλκερό) је насељено место у општини Кавала у периферији Источна Македонија и Тракија, Грчка. Према попису из 2021. године било је 175 становника.
Према бугарском географу и историчару, Василу Канчову, у Халкеру је 1900. године живело 360 Турака. Године 1924. турско становништво је принудно исељено у Турску а на њихово место су насељене грчке избегличке породице, којих је на попису из 1940. године било 187. Село се раније звало Ћосе Елјаз.